# Samoa National League 1983
 Samoa National League 1983, còn có tên là Upolo First Division, là mùa giải thứ 5 trong lịch sử Samoa National League, giải đấu cao nhất của Liên đoàn Bóng đá Samoa. Vaivase-tai giành chức vô địch thứ 4.